# Mesilla
Mesilla és una població dels Estats Units a l'estat de Nou Mèxic. Segons el cens del 2000 tenia 2.180 habitants.

## Demografia
Segons el cens del 2000, Mesilla tenia 2.180 habitants, 892 habitatges, i 595 famílies. La densitat de població era de 157 habitants per km².
Dels 892 habitatges en un 25,6% hi vivien nens de menys de 18 anys, en un 53,5% hi vivien parelles casades, en un 9,3% dones solteres, i en un 33,2% no eren unitats familiars. En el 27,8% dels habitatges hi vivien persones soles el 8,9% de les quals corresponia a persones de 65 anys o més que vivien soles. El nombre mitjà de persones vivint en cada habitatge era de 2,44 i el nombre mitjà de persones que vivien en cada família era de 2,99.
Per edats la població es repartia de la següent manera: un 22,2% tenia menys de 18 anys, un 7,9% entre 18 i 24, un 23,4% entre 25 i 44, un 29,4% de 45 a 60 i un 17,2% 65 anys o més.
L'edat mediana era de 43 anys. Per cada 100 dones de 18 o més anys hi havia 90,7 homes.
La renda mediana per habitatge era de 42.275 $ i la renda mediana per família de 51.181 $. Els homes tenien una renda mediana de 30.500 $ mentre que les dones 25.000 $. La renda per capita de la població era de 25.922 $. Aproximadament el 6,3% de les famílies i el 9,4% de la població estaven per davall del llindar de pobresa.

## Poblacions més properes
El següent diagrama mostra les poblacions més properes.